# Hochfelden
Hochfelden é uma comuna francesa na região administrativa de Grande Leste, no departamento Baixo Reno. Estende-se por uma área de 12,09 km². Em 2010 a comuna tinha 4 046 habitantes (densidade: 334,7 hab./km²).
Em 1 de janeiro de 2017, a antiga comuna de Schaffhouse-sur-Zorn foi fundida com Hochfelden.